# Coprinopsis saccharomyces
Coprinopsis saccharomyces är en svampart som först beskrevs av Peter D. Orton, och fick sitt nu gällande namn av P. Roux & Guy Garcia 2006. Coprinopsis saccharomyces ingår i släktet Coprinopsis och familjen Psathyrellaceae.   Inga underarter finns listade i Catalogue of Life.
I den svenska databasen Dyntaxa används istället namnet Coprinus saccharomyces för samma taxon.  Arten är reproducerande i Sverige.